# Marcus Pupienus Africanus
Marcus Pupienus Africanus Maximus (fl. 236) est un homme politique de l'Empire romain.

## Biographie
Fils de Marcus Clodius Pupienus Maximus et de sa femme et deuxième cousine Sextia Cethegilla.
Il est consul en 236.
Il se marie avec Cornelia Marullina, fille de Lucius Cornelius Cossonius Scipio Salvidus Orfitus. Ils ont eu une fille, Pupiena Sextia Paulina Cethegilla, femme de Marcus Maecius Probus, fils de Marcus Pomponius Maecius Probus, et un fils, Publius Pupienus Maximus, c. p. en 234 et en 238, père de Pupiena Rufina, femme de Gaius Memmius Caecilianus Placidus.